# 摩帕狄娅
在希腊神话中，摩帕狄亞（Molpadia）据说是为安提俄珀.（Antiope）和歐麗泰亞.（Orithyia）而战的亞馬遜战士。她參加了阿提卡戰爭，亲眼目睹了安提俄珀女王遭受重伤。因安提俄珀受伤极重，忒修斯和他的家臣都她无法保护她。意识到这一点后，摩帕狄亞违背雅典国王挽救她的命令，用一枝箭（有人说标枪）杀了女王。其他来源，不管怎样，由于她意外杀死了安提俄珀，后来被忒修斯杀掉，她的墓被安置在雅典
。
像许多其他的亞馬遜战士，摩帕狄亞可能已被命名为女神，普緒科蓬波斯（Psychopomp）神，她名字的意思是“死亡之歌”。
摩帕狄亞并不与其他同名人物混淆，斯塔菲羅斯（Staphylus）和克律索忒彌斯（Chrysothemis）的女儿，帕耳忒诺斯（Parthenos）和羅伊歐（Rhoeo）的妹妹，或者叫赫米塞（Hemithe）。根據奧托·格魯佩（Otto Gruppe）的說法，摩帕狄亞可能來自維歐提亞。